# Pierre Napoleon Bonaparte
Pierre Napoléon Bonaparte (Rim, Italija, 11. listopada 1815. – Versailles, Francuska, 7. travnja 1881.), francuski princ, sin Napoleonovog brata Luciena i njegove druge supruge Alexandrine de Bleschamp.
Vodio je avanturistički život u mladosti. Za vrijeme francuske revolucije 1848. godine, vratio se iz Velike Britanije u Francusku, gdje je pristupio republikancima, a bio je čak i uz socijaliste. Nije odobravao državni udar svog rođaka Luja Napoleona, koji se 1851. godine proglasio carem pod imenom Napoeon III. Kasnije se ipak pomirio s njime i prihvatio naslov princa, zbog čega je bio odbačen od strane republikanaca.
Dana 22. ožujka 1853. godine, oženio se građankom Justinom Eléonorom Ruffin, s kojom je imao dvoje djece:
- Roland Napoleon Bonaparte - predsjednik Pariškog geografskog društva
- Jeanne Bonaparte (1861. – 1910.)